# Jul Variboba
Jul Variboba vagy olaszul Giulio Varibobba (Szicíliai Királyság, San Giorgio Albanese, 1724 – Pápai állam, Róma, 1788. december 31.) itáliai albán (arberes) költő. Az első, széles körben elismert albán lírikus. Olasz névváltozatát több helyütt Giulio Variboba alakban írják.

## Élete
Calabriai toszk családban született, apja, Gjon Variboba szülőfalujának ortodox papja volt. Az 1732-ben alapított San Benedetto Ullanó-i ortodox Corsini Szeminárium egyik első tanulója lett. 1749-ben szentelték pappá. Előbb a Corsini Szeminárium rektora lett, majd visszatért szülőfalujába, és apja mellett szolgált az egyházközségben. Már szemináriumi éveiben határozott elképzelése volt arról, hogy az itáliai arberes közösségnek a hagyományos bizánci rítusról a római anyaszentegyház kebelébe kellene áttérnie. A későbbi években elképzelése mellett kitartott, ami népszerűtlenné tette egyházközségében és a rossanói egyházmegyében egyaránt, különösen miután látogatást tett a pápánál. Végül száműzték Campaniába, ahonnan előbb Nápolyba ment, majd 1761-ben Rómában telepedett le, és itt is élte le életét. 1788. december 31-én, egy Mária-prédikáció közben, a Santa Maria sopra Minerva-templomban halt meg.

## Életműve
Variboba költői életművét a Rómába érkezése után megírt, Gjella e Shën Mëris s’Virgjër (’Szűz Mária élete’) című terjedelmes lírai költemény határozza meg. A mű 1762-ben jelent meg, s a 18. századból az egyetlen fennmaradt arberes nyelvű könyv. A San Giorgio Albanese-i arberes dialektusban írt, de calabriai olasz idiómákat is nagy számban tartalmazó 4717 soros költemény a Szűz életét meséli el születésétől mennybemeneteléig. Noha Variboba élettörténete és hitvitái tántoríthatatlan, igazságkereső személyiségről vallanak, a költemény mégsem lelki-szellemi útkeresés, hanem könnyed, néhol naivan humoros, realisztikus balladai mű. Színhelyéül Variboba szülőföldje, Calabria szolgál, az újtestamentumi alakok versében 18. századi calabriai parasztok. E művészi absztrakción túlmenően tiszta költői látásmódja, a dél-itáliai albánság életmódját megidéző zsánerképei, ritmikai eszköztára is rendkívül figyelemreméltó költővé avatják. A Gjella e Shën Mëris s’Virgjër egyes részei a későbbi évtizedekben folklorizálódtak, és népdalként éltek tovább az arberes közösség emlékezetében.
Több kisebb versét a 19. század végén Vincenzo Librandi jelentette meg albán nyelvkönyvében. Alkotásai nemcsak az arberes irodalom kiemelkedő, alapvető munkái, hanem az egyetemes albán irodalom gyöngyei is.

## Művei
- Giulio Varibobba: Gjella e Shën Mëris s’Virgjër. Roma: (kiadó nélkül). 1762.
- Vincenzo Librandi: Grammatica albanese con le poesie rare di Variboba. Milano: Ulrico Hoepli. 1897.
- Giulio Varibobba: La vita di Maria. Prolegomeni, trascrizione, traduzione, glossario. Cosenza: Brenner. 1984.
- Gjella e Shën Mëris Virgjër. Prishtinë: Shpresa; Faik Konica. 2002.